# ألفي (فلم 2004)
ألفي (بالإنجليزية: Alfie)) هو فيلم درامي-كوميدي أنتج في عام 2004 مستنداً من فيلم بريطاني يحمل نفس الاسم الذي أخرجه لويس جيلبرت سنة 1966. بطولة جود لو وإخراج تشارلز شير.

## القصة
ألفي هو شاب بريطاني أعزب يعيش في مانهاتن الأمريكية، حيث يعمل سائقا لشركة تأجير سيارات الليموزين الفاخرة.
يطمح ألفي في أن يمتلك شركة خاصة لتأجير السيارات الفارهة، وحتى يتمكن من تحقيق ذلك يحاول أن يوسع علاقاته مع الأشخاص الأثرياء ورجال الأعمال الذين يقوم بنقلهم ليساعدونه في تحقيق حلمه.
ويعتمد ألفي على خبرته الواسعة في التعامل مع النساء، حيث يستغل مهنته في إيقاع النساء في شباكه، كما يستفيد من خبرته في هذا الشأن بإقامة علاقات متعددة ومتشابكة.
إلا أن ألفي سرعان ما يدرك أن الحياة ليست بهذه البساطة، ومعرفة كل تلك النساء لن يصبح أمرا سهلا، خاصة بعدما وقع ألفي في حب جاد

## الشخصيات
- جود لو في دور ألفي
- ماريسا تومي في دور جولي
- سوزان ساراندون في دور ليز

## وصلات خارجية
- مقالات تستعمل روابط فنية بلا صلة مع ويكي بيانات

1. ↑  "معلومات عن ألفي (فيلم 2004) على موقع cnc.fr". cnc.fr. مؤرشف من الأصل في 2022-02-27.
2. ↑  "معلومات عن ألفي (فيلم 2004) على موقع netflix.com". netflix.com. مؤرشف من الأصل في 2021-09-24. اطلع عليه بتاريخ 2021-11-06.
3. ↑  "معلومات عن ألفي (فيلم 2004) على موقع boxofficemojo.com". boxofficemojo.com. مؤرشف من الأصل في 2018-06-12.